# Église Notre-Dame-de-l'Assomption de Fenioux
L'église Notre-Dame-de-l'Assomption est une église de style roman saintongeais située à Fenioux en Saintonge, dans le département français de la Charente-Maritime en région Nouvelle-Aquitaine.

## Historique
L'église Notre-Dame-de-l'Assomption fut construite en style roman au XIIe siècle sur des ruines plus anciennes. La construction s'étale sur l'ensemble du siècle, la nef et la petite porte étant les plus anciennes, suivies de la façade (seconde moitié) puis enfin du clocher (dernier quart). L'abside abritant le chœur fut quant à elle remaniée au XVe siècle. Les parties supérieures du clocher ont été reconstruites au XIXe siècle

## Description
Édifice sans transept dont la nef à un seul vaisseau compte quatre travées. Jusqu'au XIXe siècle, une tribune en occupait une bonne partie. Le fronton est de style roman ainsi que le clocher, célèbre par son style ajouré. Le portail occidental, particulièrement remarquable, est entouré de nombreuses colonnes et surmonté de cinq voussures finement sculptées. Cette église caractéristique du roman saintongeais est généralement qualifiée de "perle de la Saintonge".

### Les murs latéraux

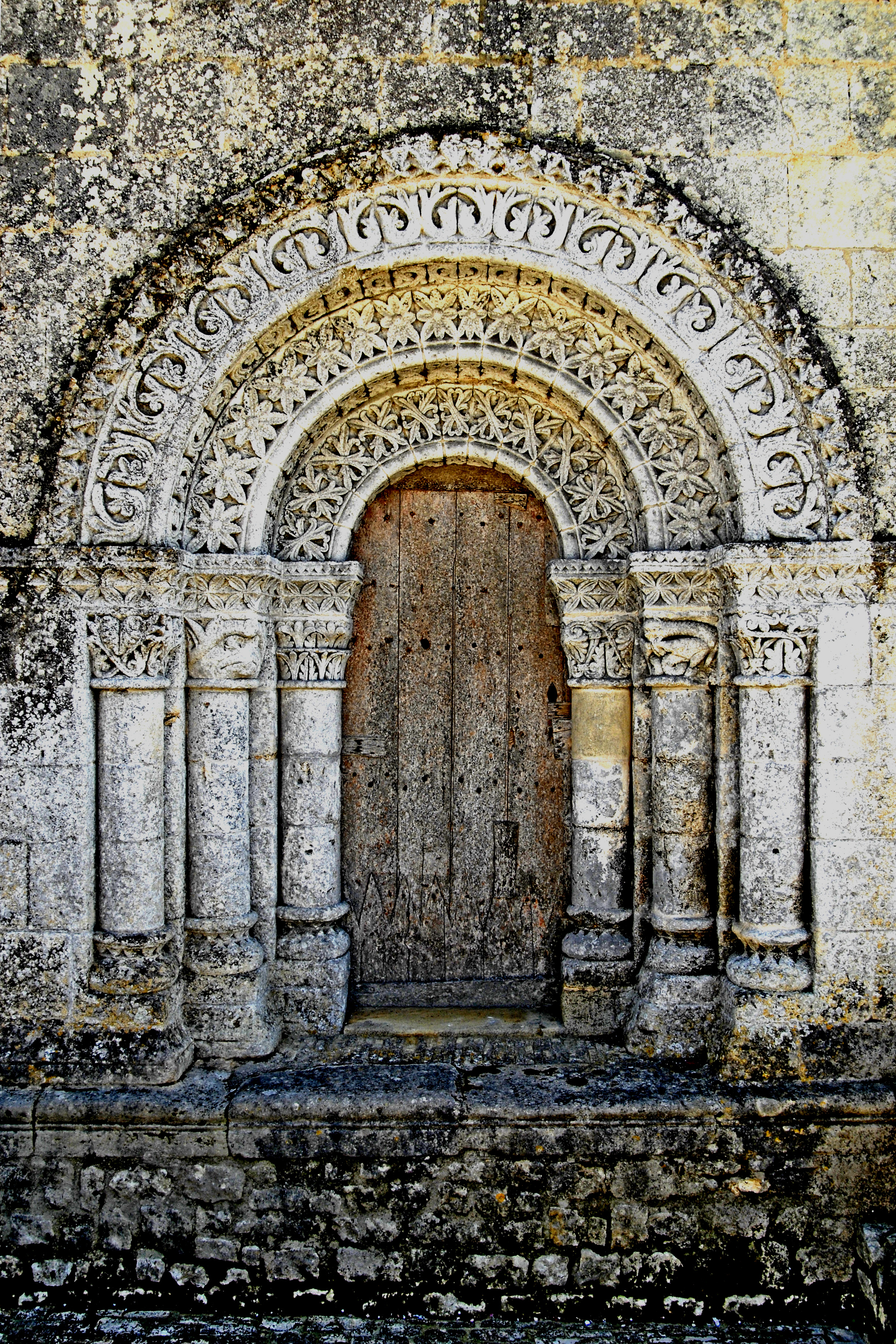
La porte latérale.

Les murs portent la trace des différentes périodes : certaines parties sont en moellons alors que d'autres sont constituées exclusivement de pierres de taille. Du côté nord, près de l'angle de la façade on trouve une petite porte latérale très ouvragée (début du XIIe siècle). Elle est flanquée de trois colonnes qui se prolongent en autant de voussures sculptées de motifs végétaux.

### La façade

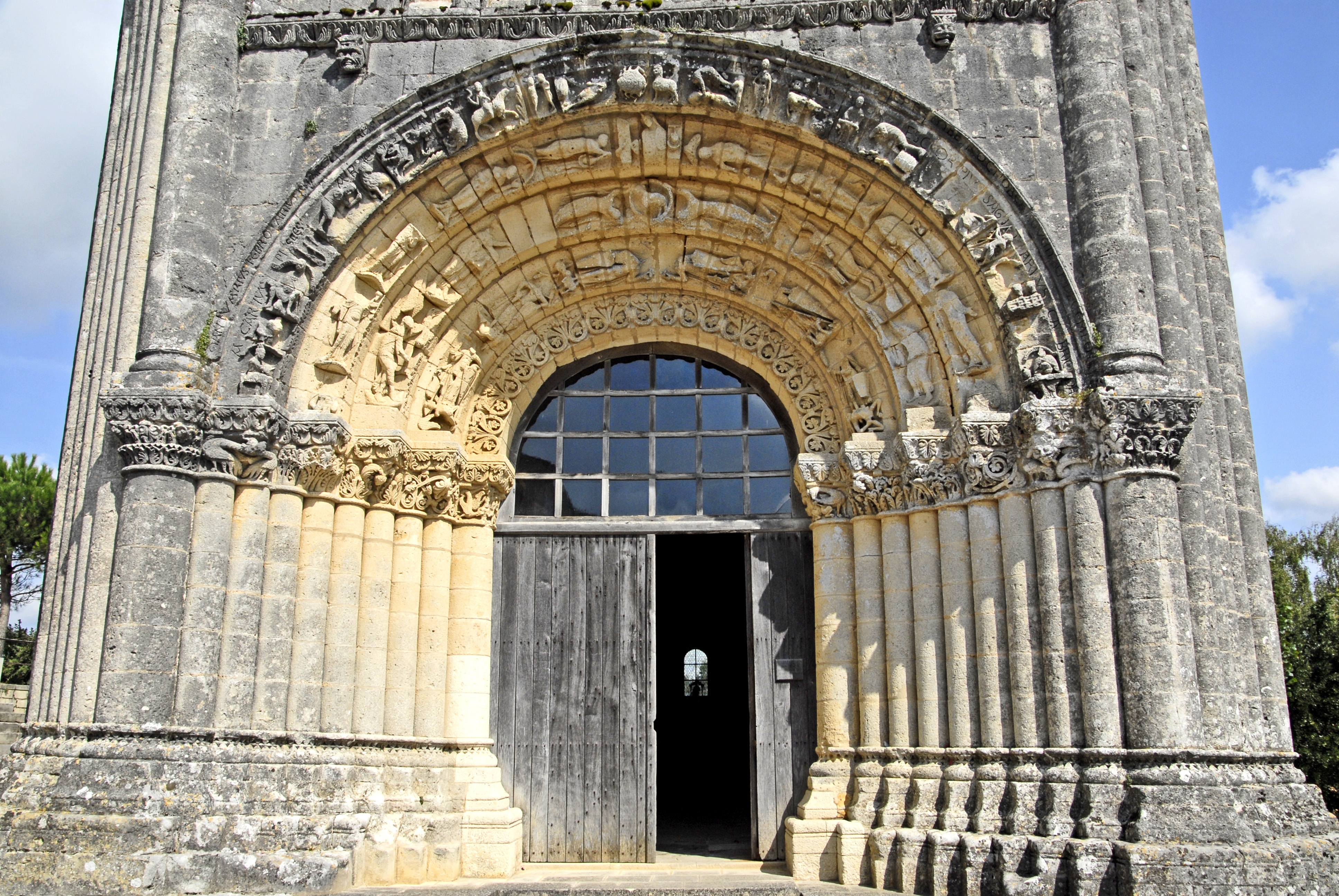
Le portail.

C'est le portail qui constitue l'élément le plus caractéristique de cette église. Ses ornementations occupent toute la longueur de la façade. La porte est flanquée de pas moins de seize colonnes de part et d'autre. Les neuf premières sont prolongées par cinq voussures finement sculptées, alors que les sept suivantes se prolongent sur toute la hauteur de la façade.
Les motifs sculptés sur les voussures sont particulièrement remarquables. La première (arc extérieur) représente un zodiaque. Sur la deuxième, un christ est entouré de cinq vierges sages et de cinq vierges folles. Le troisième arc est décoré d'un agneau pascal avec des anges, le quatrième de vices et de vertus et le cinquième (arc intérieur) de motifs végétaux.

Les voussures du portail
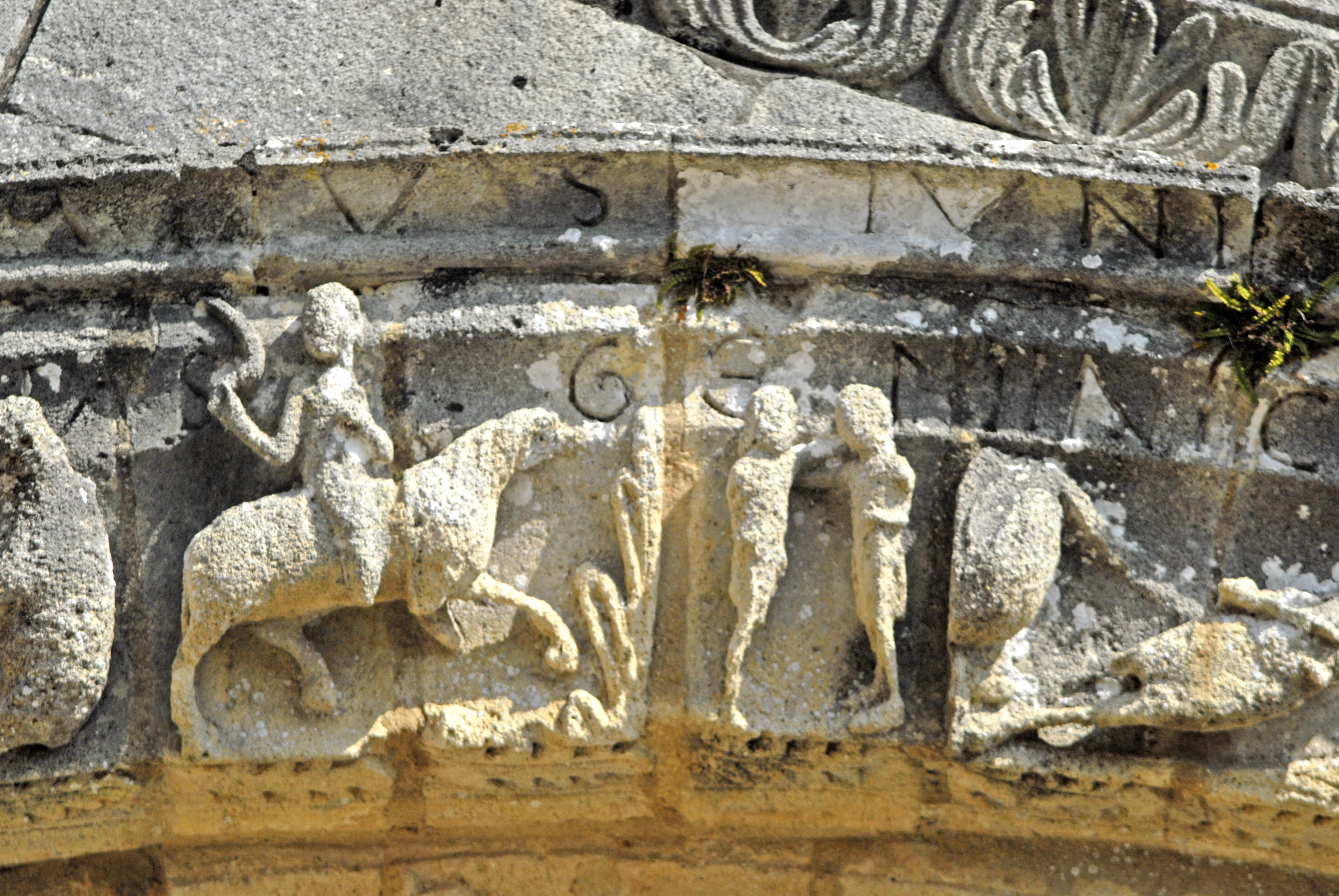
Zodiaque.
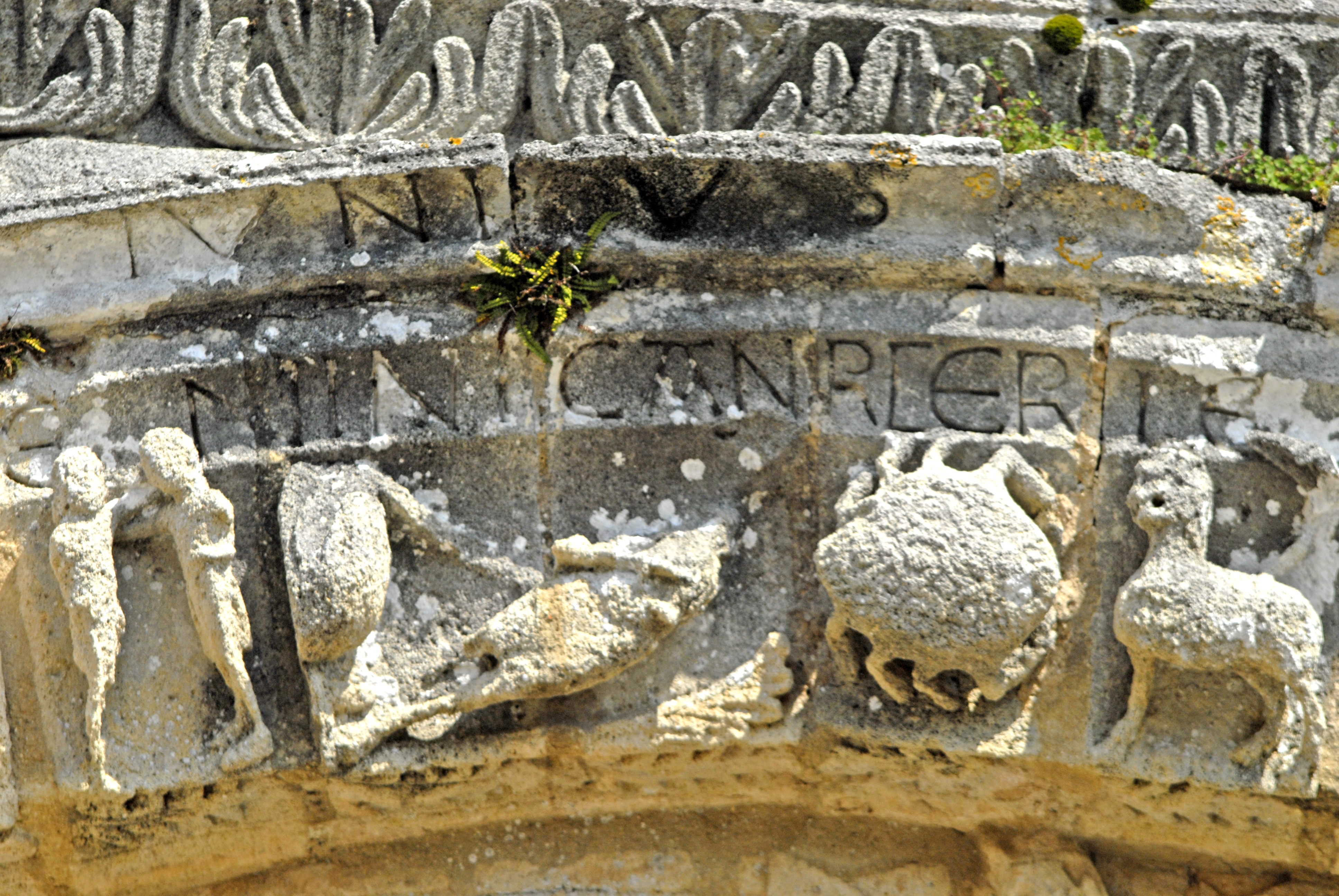
Zodiaque.
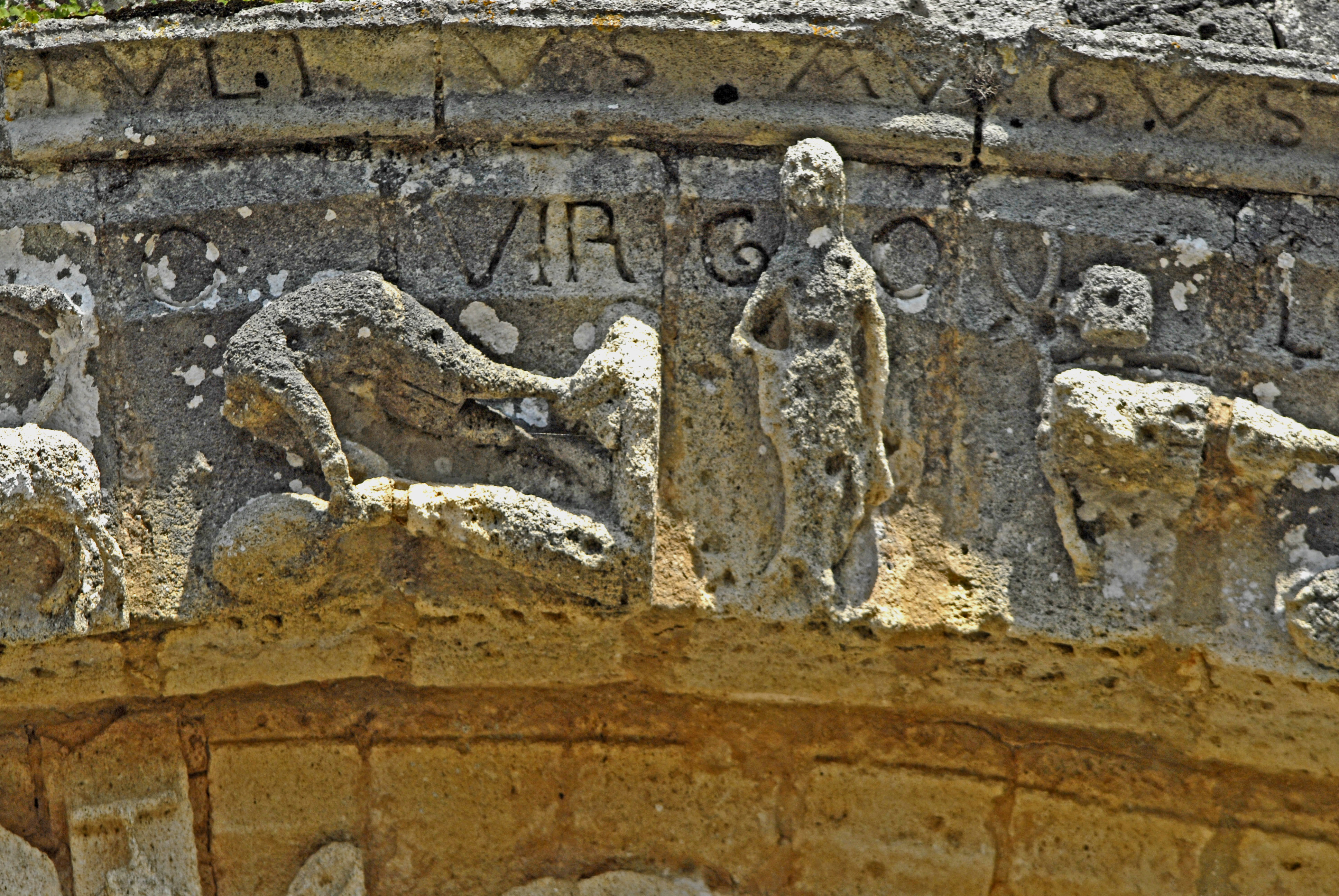
Zodiaque
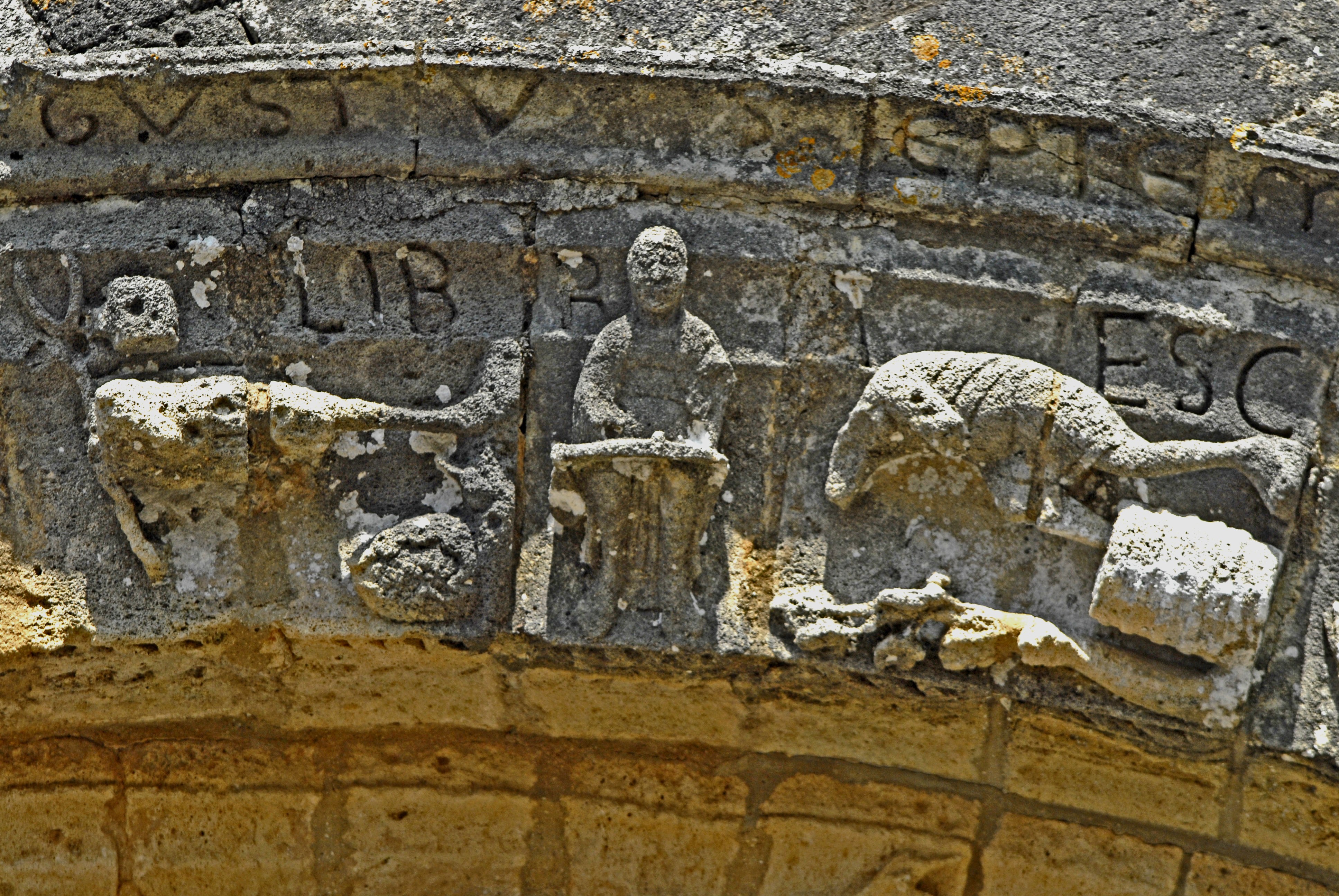
Zodiaque
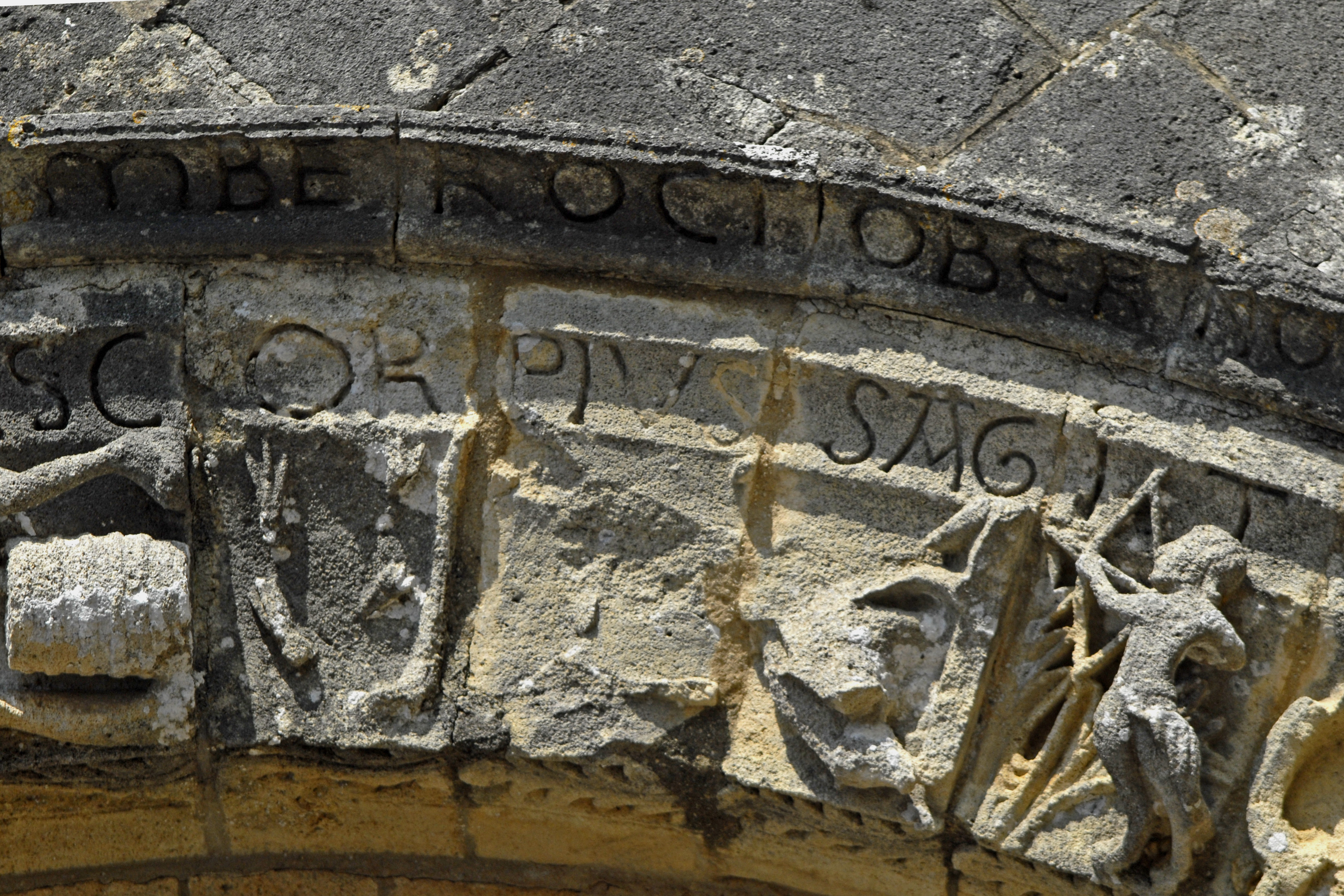
Zodiaque.
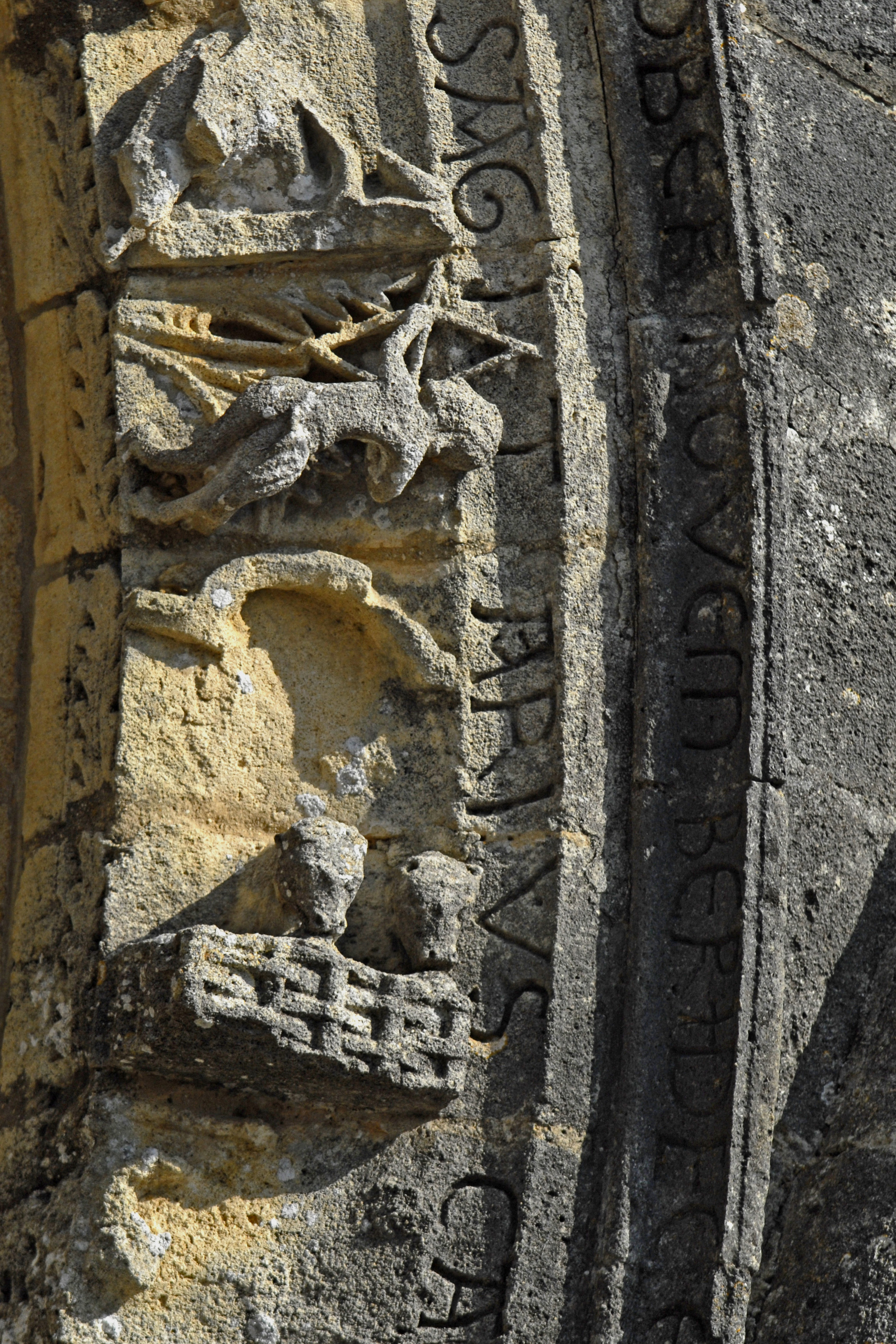
Zodiaque.

### Le clocher

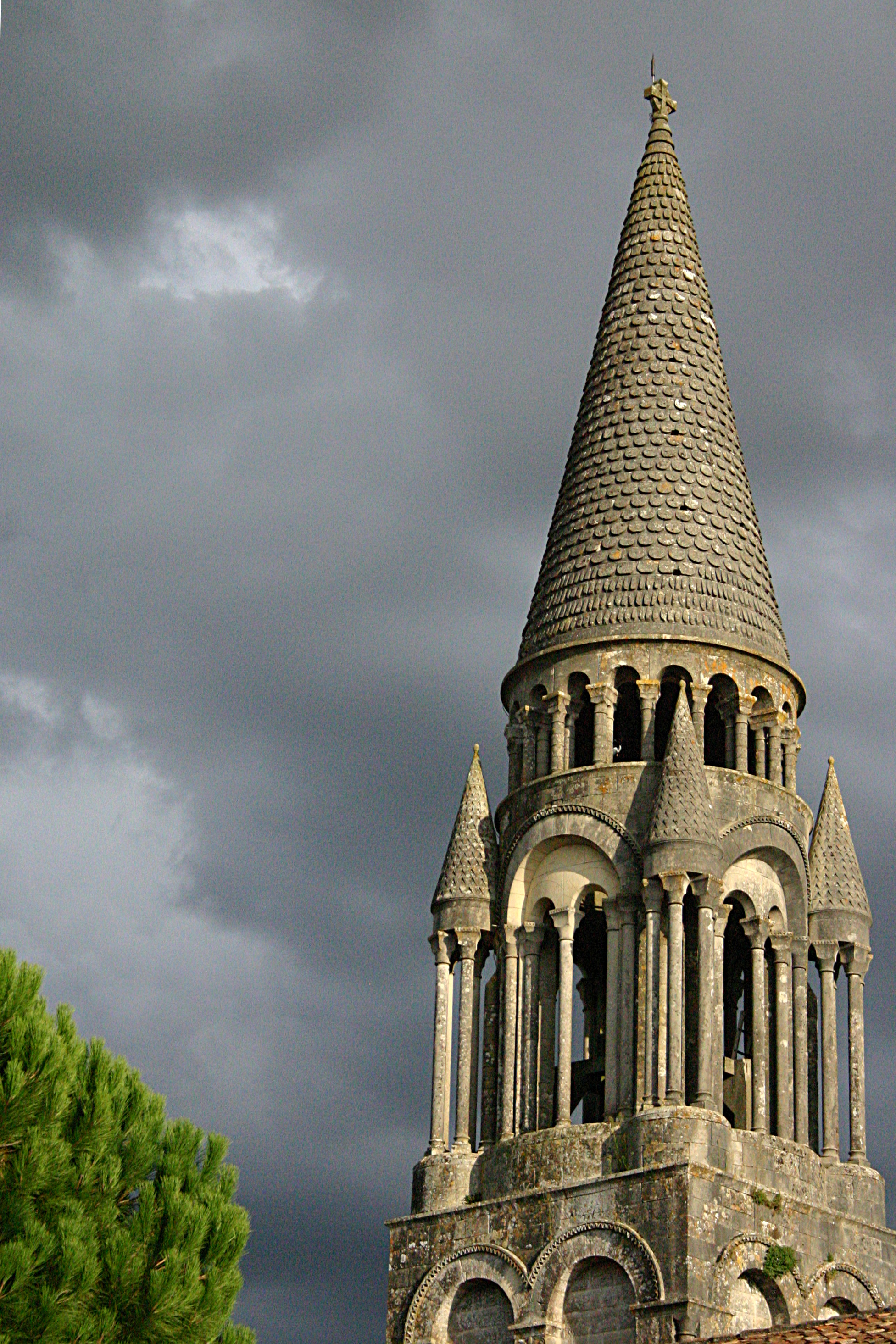
Les lanternes et la flèche.

Il s'agit d'un clocher carré à deux étages, portant deux lanternes ajourées surmontées d'une flèche.
Cette partie de l'édifice a été reconstruite à la fin du XIXe siècle.

## Protection
L'église Notre-Dame-de-l'Assomption fait l'objet d'un classement au titre des monuments historiques depuis la liste des monuments historiques protégés en 1840.

## Galerie de photos

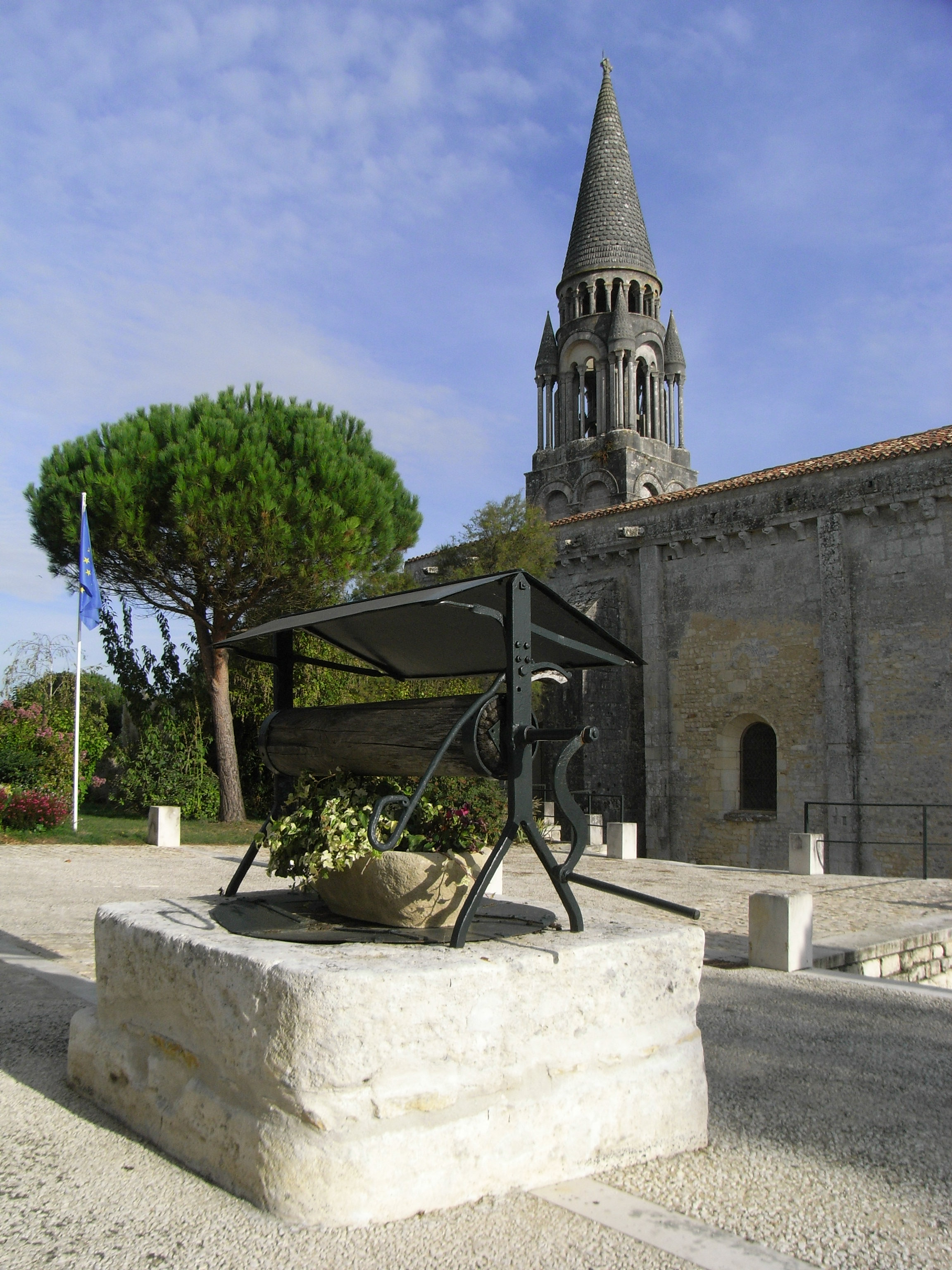
Puits ancien et église.
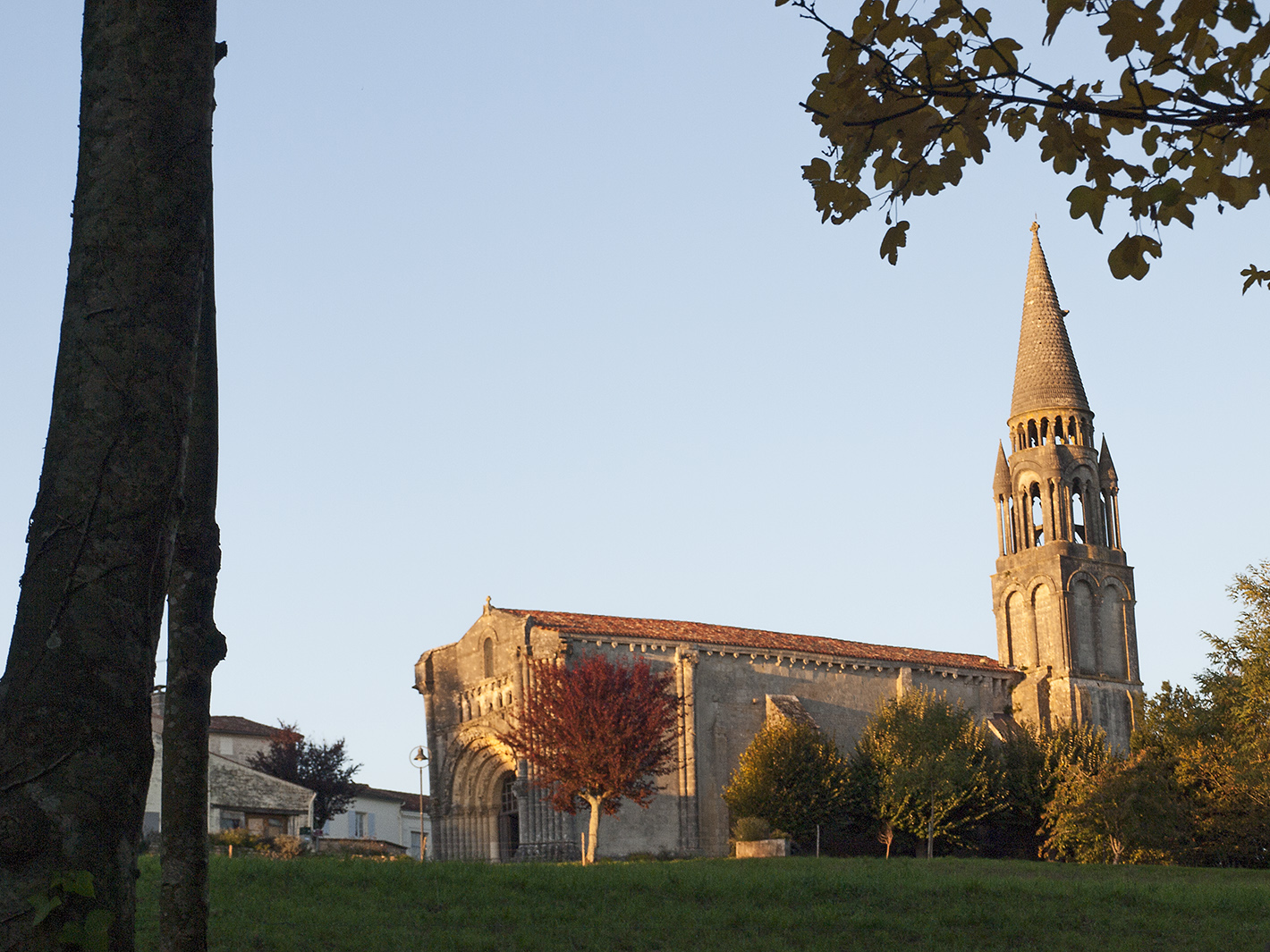
Église vue depuis le vallon.
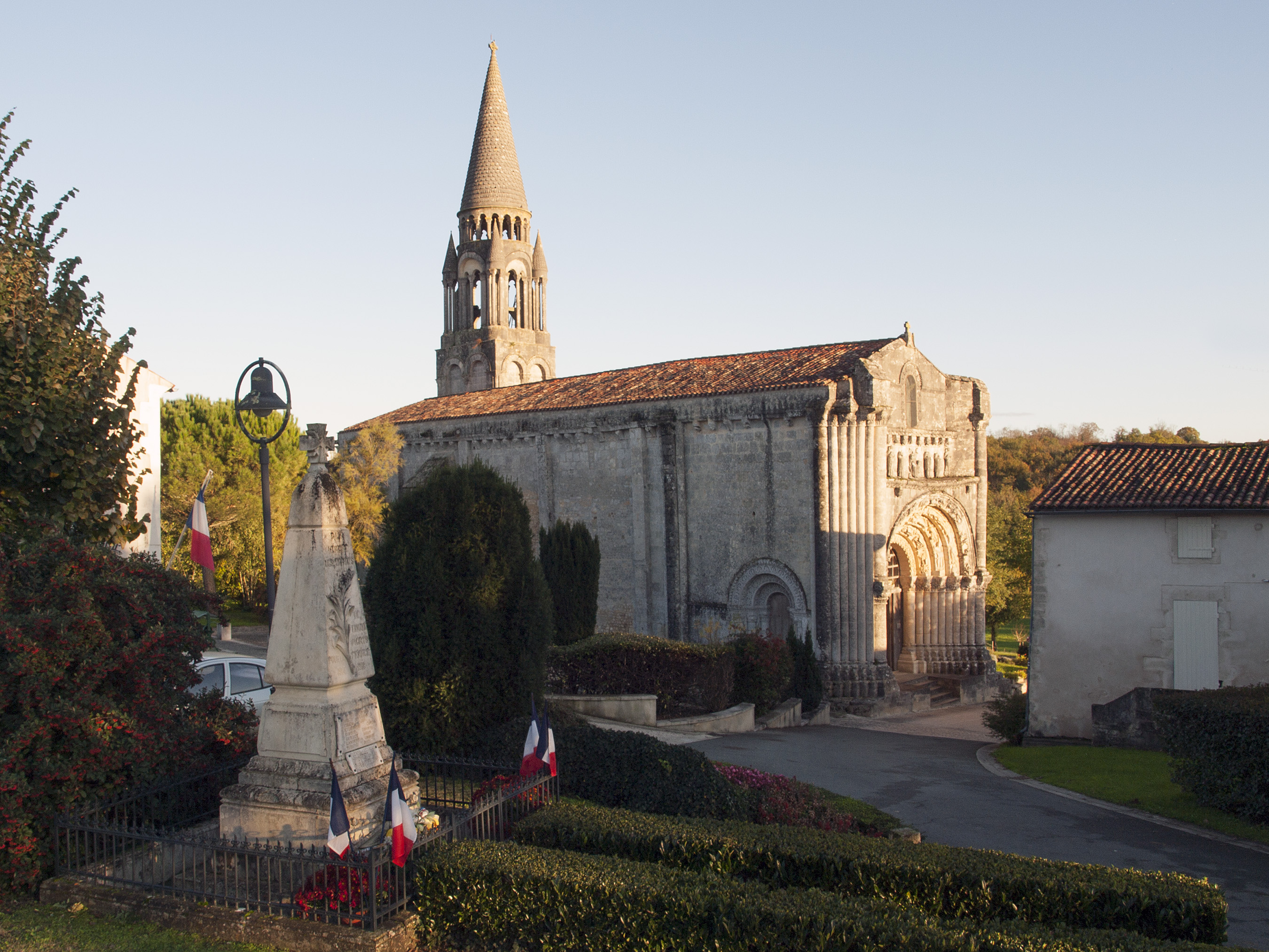
Église du XIIe siècle.
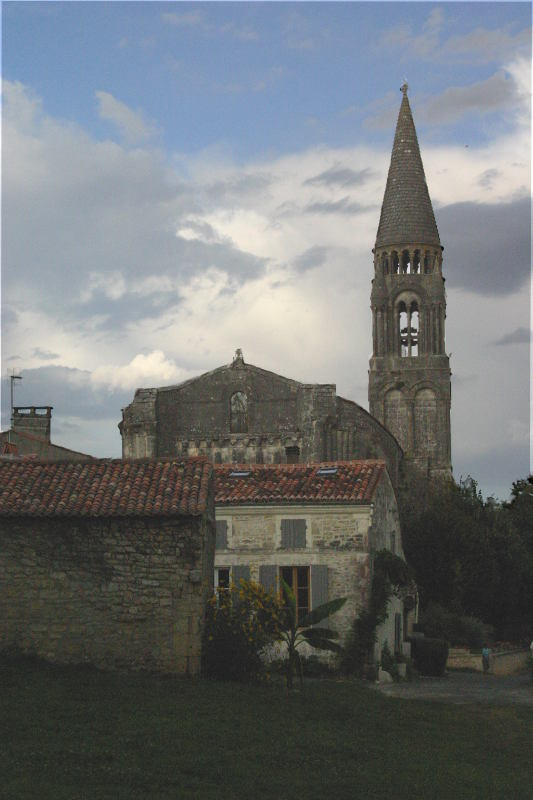
Église (côté fronton).